# Samolot szerokokadłubowy

Przekrój poprzeczny kadłubów samolotów szerokokadłubowych

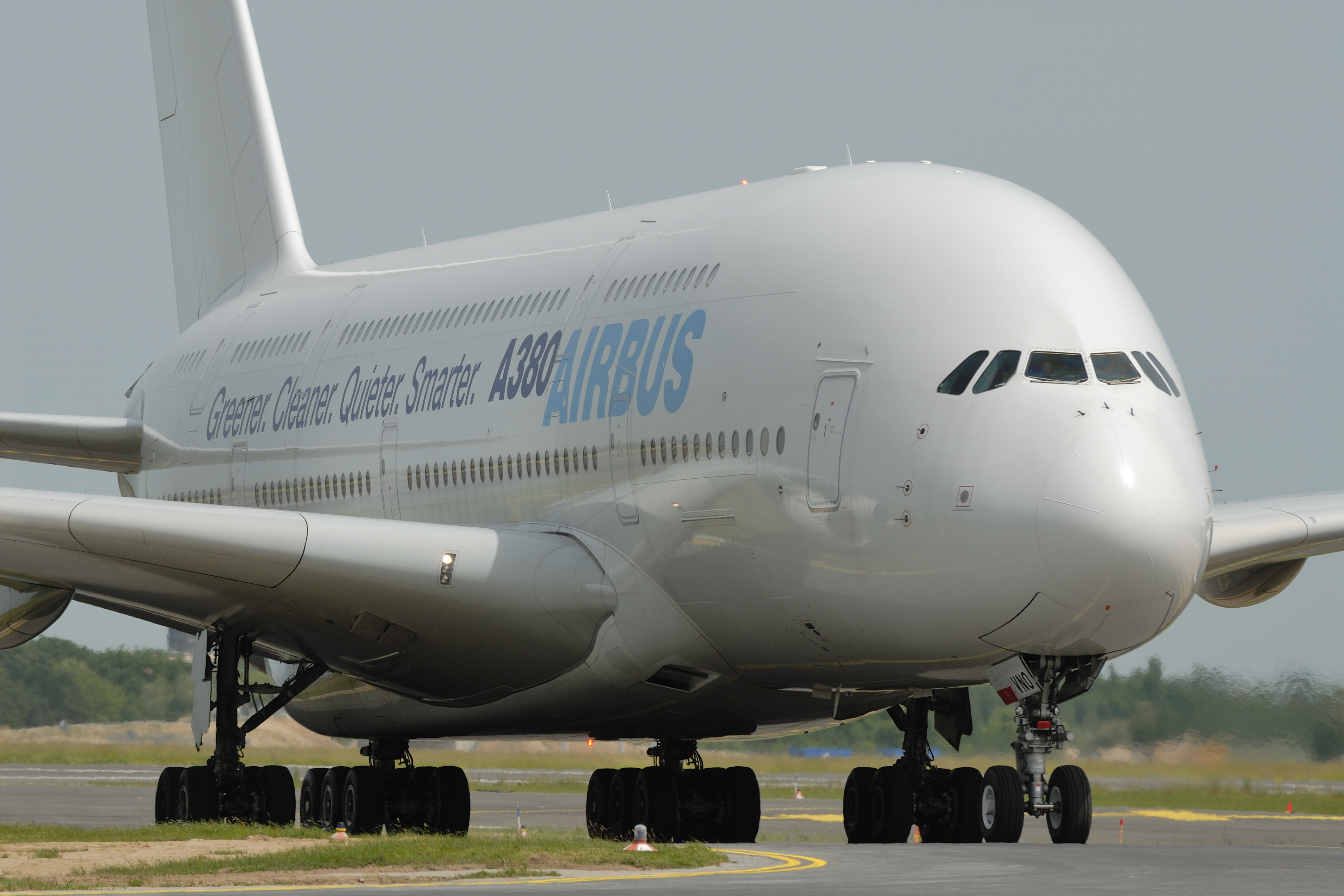
Airbus A380, największy samolot pasażerski

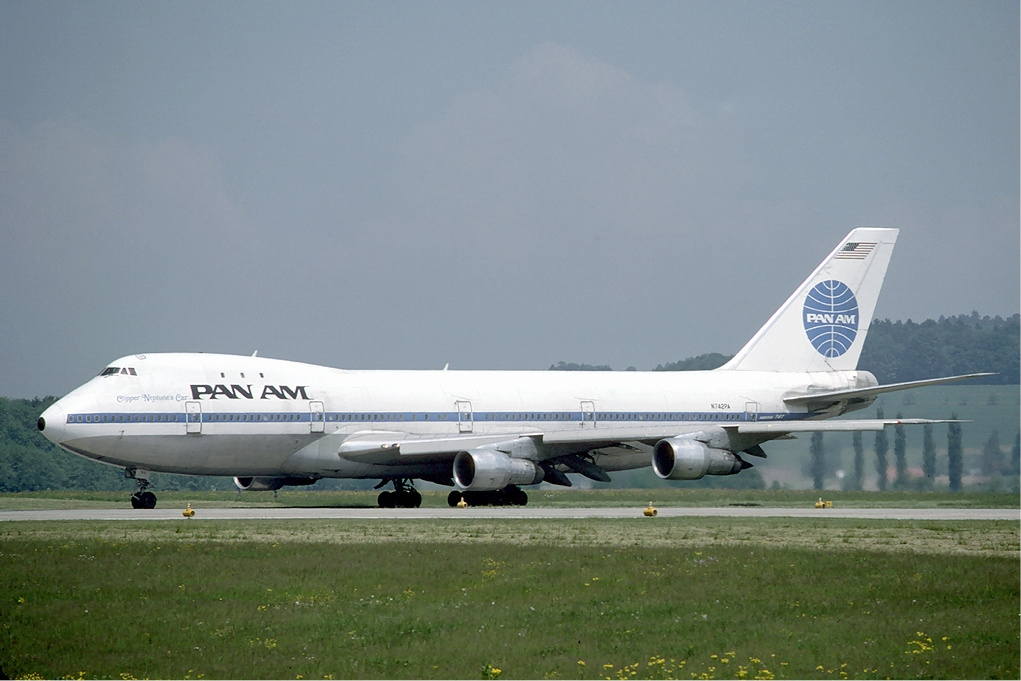
Boeing 747, pierwszy samolot szerokokadłubowy

Samolot szerokokadłubowy – samolot zwykle używany do lotów długodystansowych: transkontynentalnych i transoceanicznych. Nazwa pochodzi od szczególnej cechy samolotu - szerokiego kadłuba. Takie samoloty są duże oraz bardzo pojemne, co czyni je opłacalnymi. Uważa się samolot za szerokokadłubowy jeśli średnica kadłuba przekracza 5 m (16 stóp).  
Zwykle mają dwa przejścia pomiędzy rzędami foteli. Średnica kadłuba wynosi zwykle od 5 do 6 m, co pozwala zmieścić w jednym rzędzie (zależnie od konfiguracji) od 7 do 11 foteli. Pojemność tego typu samolotów wynosi (zależnie od konfiguracji) od 200 do 850 pasażerów.
Początkowo samoloty szerokokadłubowe miały oferować większą wygodę dla pasażerów, niż samoloty wąskokadłubowe, jednak z powodu wielu czynników ekonomicznych linie lotnicze zagęściły konfigurację foteli w tych samolotach, zwiększając tym samym swoje zyski.
Największym szerokokadłubowym samolotem pasażerskim jest Airbus A380 i Boeing 747, zaś największy samolot towarowy to Antonow An-225.
Większe samoloty, w tym szerokokadłubowe, wymagają drogi startowej o długości 2000 m przy wadze samolotu na poziomie 90 ton. Międzynarodowe loty szerokokadłubowe, które przewożą znaczne ilości paliwa i dlatego są cięższe,  wymagają 3000 m drogi do startu i 4000 m do lądowania. Uważa się, że Boeing 747 wymaga najdłuższej drogi startowej spośród bardziej popularnych typów samolotów i to jego wymagania ustanowiły standard długości pasów startowych w większych międzynarodowych portach lotniczych. W Konwencji Chicagowskiej, (załącznik nr 14 dotyczy budowy i ekspoatacji portów lotniczych) minimalne wymiary drogi startowej — im wyższy kod referencyjny dla lotniska, tym większe i cięższe samoloty mogą z niego startować. W Polsce tylko Warszawa-Okęcie i Katowice-Pyrzowice posiadają kod 4e. Najwyższy kod referencyjny to 4f — na takim lotnisku bezpiecznie i bez kłopotu może startować dwupokładowy Airbus A380 lub Boeing 747-8; Na całym świecie jest 140 takich lotnisk; W Polsce nie ma lotniska w standardzie 4f.
Samoloty szerokokadłubowe mają większą pojemność ładowni niż mniejsze samoloty oraz możliwość przewożenia palet. Średnia ładowność dolnego pokładu samolotów szerokokadłubowych wynosi 16 ton. Ładowność taką posiadają A350-900 czy A340-600 QR. Najniższy wynik w tej dziedzinie prezentuje A330-300, który posiada o ładowności 13 ton, podczas gdy na najwyższym poziomie znajdują się 777-300, które oferuje 19 ton ładowności. Ładunki przewożone w ładowniach samolotów pasażerskich nazywany jest belly cargo a ich udział we frachcie lotniczym szacowany był na 80% w 2019 roku. 

## Historia

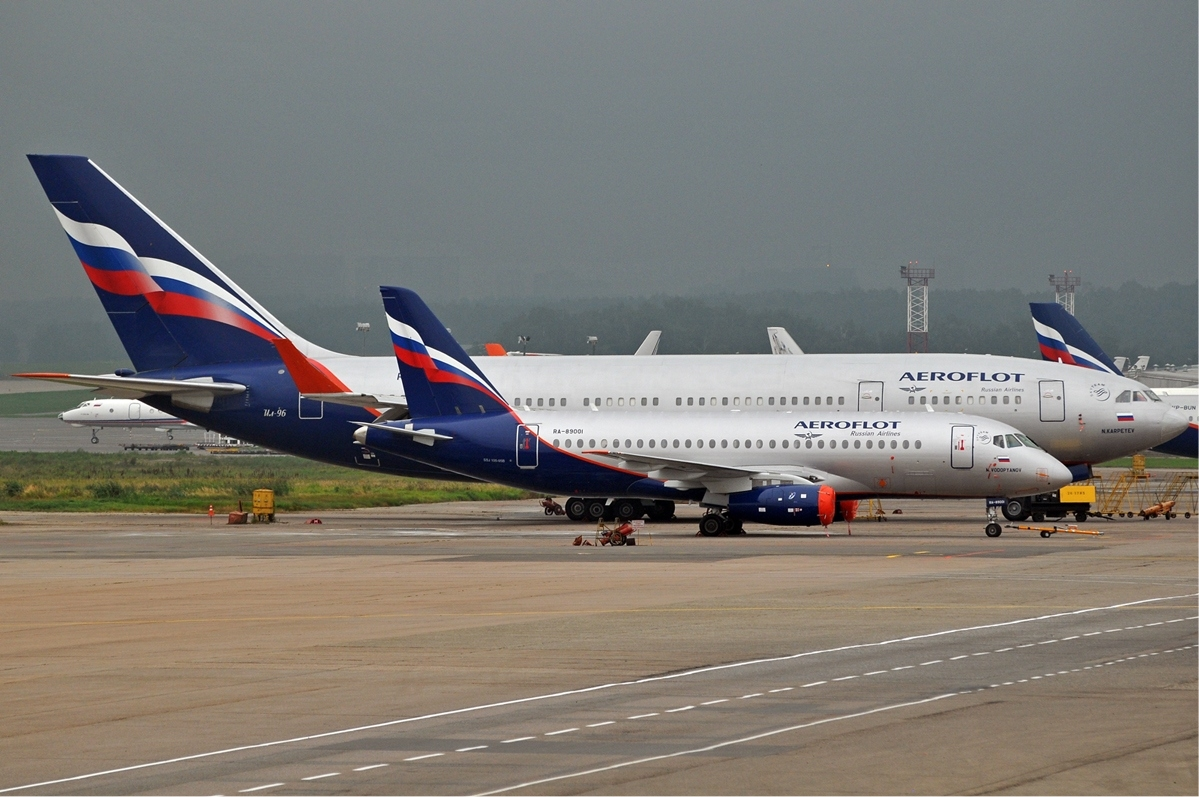
Różnica wielkości pomiędzy samolotem szerokokadłubowym Ił-96, a samolotem wąskokadłubowym Suchoj SuperJet 100

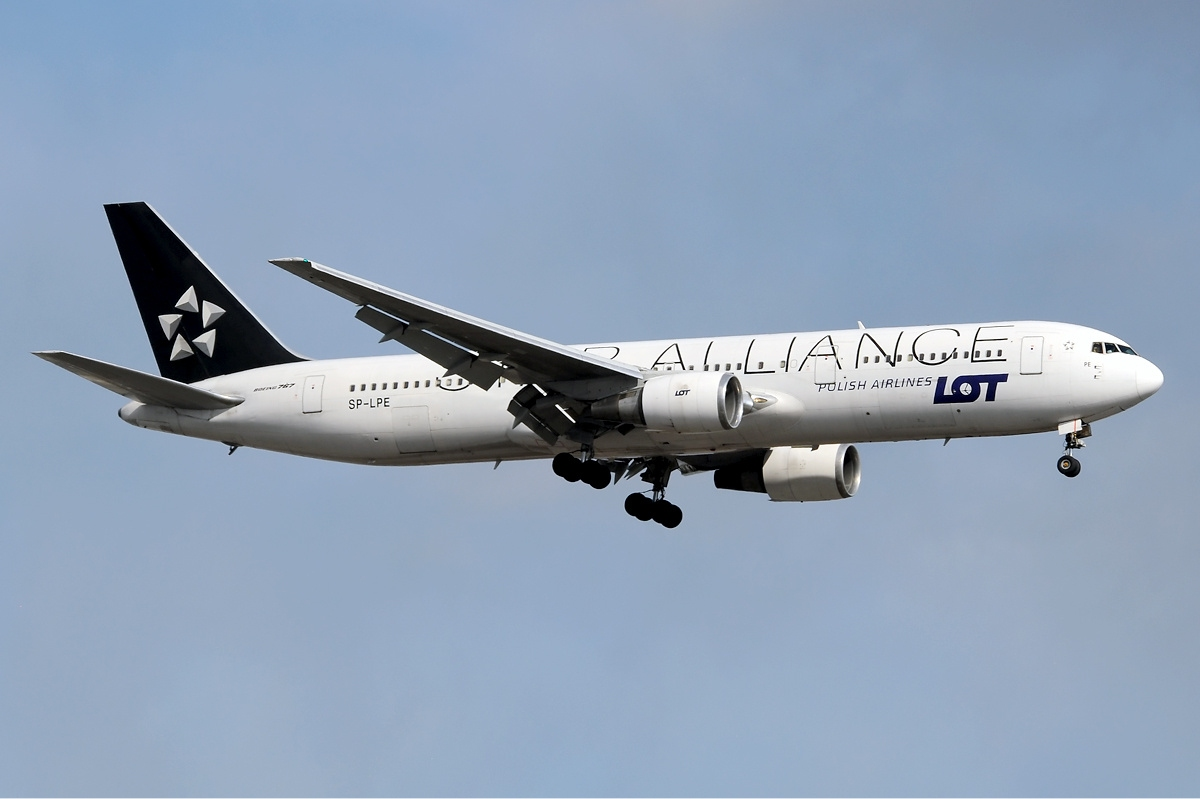
Boeing 767-300ER w barwach sojuszu Star Alliance (LOT)

Po drugiej wojnie światowej intensywnie rozwijał się przemysł lotniczy. Linie lotnicze potrzebowały nowych, coraz większych i szybszych samolotów. Powstawały pierwsze maszyny odrzutowe takie jak Boeing 707 czy Douglas DC-8. Były one wystarczająco szybkie, posiadały daleki zasięg lotu, jednak wiele linii lotniczych chciało jeszcze większy samolot, którego osiągi nie miałyby odbiegać od wyżej wymienionych maszyn. Producenci oraz inżynierowie zaczęli tworzyć projekty nowych, większych samolotów, zaczęto projektować nowe rozwiązania, które obniżą koszty produkcji i eksploatacji nowych maszyn. 
Konfiguracja Boeinga 707 mogła zmieścić maksymalnie 6 foteli w jednym rzędzie w układzie 3-3. Nowe samoloty musiały być albo szersze, aby móc zmieścić więcej foteli w rzędzie lub być wyższe, tzn. posiadać drugi pokład. Jednak wykonanie samolotu dwupokładowego było trudne przy ówczesnej technologii i przepisach.
Część producentów wydłużyła kadłub w oferowanych już samolotach. Wydłużone kadłuby posiadały następujące samoloty: DC-8 (wersje -61, -62, -63), Boeing 707 (wersje -320B i 320C), Boeing 727 (wersja -200) i DC-9 (wersje -30, -40 i -50), które mogły pomieścić więcej pasażerów niż ich poprzednicy.
Era samolotów szerokokadłubowych zaczęła się w 1970, kiedy Boeing wprowadził do użytku Boeinga 747-100 – był to szerokokadłubowy, czterosilnikowy samolot dalekiego zasięgu, posiadający dwa pokłady. Następnie zaprezentowano samoloty posiadające trzy silniki, dwa pod skrzydłami oraz jeden na stateczniku pionowym. Były to maszyny McDonnell Douglas DC-10 i Lockheed L-1011. Pierwszy samolot szerokokadłubowy napędzany przez dwa silniki wszedł do eksploatacji w 1974, był to Airbus A300. 
Przez następne dekady powstawały kolejne samoloty szerokokadłubowe, które dominowały na połączeniach dalekodystansowych wypierając starsze, wąskokadłubowe modele. Jednak dopiero w 2007 do użytku komercyjnego weszła maszyna, która jest zdolna zabrać na pokład więcej pasażerów niż Boeing 747 znany również jako JumboJet, był nim Airbus A380, który zyskał przydomek SuperJumbo.

## Wykaz modeli szerokokadłubowych i ich specyfikacja

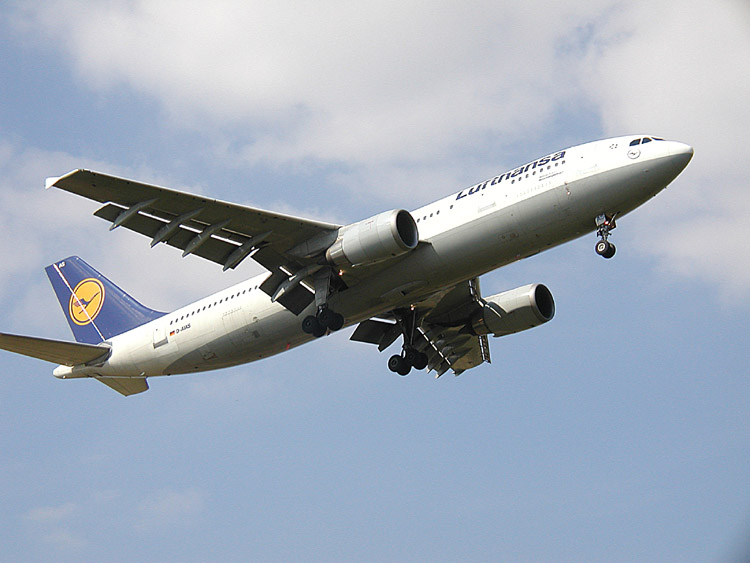
Airbus A300, pierwszy samolot szerokokadłubowy produkcji europejskiej

Konfiguracja maszyny jest zależna od danej linii lotniczej. Tradycyjne linie lotnicze wybierają konfigurację, która zapewnia lepszy komfort podróży pasażera nie tylko w klasie biznes, ale także w klasie ekonomicznej. Np. Linie Emirates w samolotach Airbus A330 posiadają rozmieszczenie foteli w rzędzie w klasie ekonomicznej typu 2-4-2 (razem 8) co pozwala na montaż szerszych i wygodniejszych siedzeń, wtedy samolot zabiera na pokład mniej pasażerów. Natomiast tanie linie lotnicze zagęszczają konfigurację, aby zmieścić na pokład jak najwięcej pasażerów, np. linie AirAsia X w swoich samolotach Airbus A330 posiadają rozmieszczenie foteli w rzędzie 3-3-3 co daje razem 9 foteli, fotele są węższe, przez to mniej komfortowe, ale do samolotu wchodzi więcej pasażerów, dzięki temu linia notuje większe zyski.
| Model                   | Lata produkcji | Liczba silników | MTOW                | Przekrój kabiny | Przekrój kadłuba | Liczba siedzeń w rzędzie i rozmieszczenie w klasie ekonomicznej    |
| ----------------------- | -------------- | --------------- | ------------------- | --------------- | ---------------- | ------------------------------------------------------------------ |
| Airbus A300             | 1974-2007      | 2               | 132,0 ton 171,7 ton | 5,28 m          | 5,64 m           | 8 siedzeń, 2-4-2 w LH                                              |
| Airbus A310             | 1982-2007      | 2               | 164,0 ton           | 5,28 m          | 5,64 m           | 8 siedzeń, 2-4-2 w SU                                              |
| Airbus A330             | 1994-nadal     | 2               | 233,0 ton           | 5,28 m          | 5,64 m           | 8 siedzeń, 2-4-2 w EK 9 siedzeń, 3-3-3 w D7                        |
| Airbus A340             | 1993-2011      | 4               | 380,0 ton           | 5,28 m          | 5,64 m           | 8 siedzeń, 2-4-2 w EY 9 siedzeń, 3-3-3 w D7                        |
| Airbus A350             | od 2013        | 2               | 298,0 ton           | 5,61 m          | 5,97 m           | 8 siedzeń, 2-4-2 (propozycja) 9 siedzeń, 3-3-3 (propozycja)        |
| Airbus A380             | 2007-2021      | 4               | 560,0 ton           | 6,58 m 5,92 m   | 7,14 m           | 10 siedzeń, 3-4-3 w EK 10 siedzeń, 3-4-3 w QF                      |
| Boeing 747              | 1970-2023      | 4               | 412,8 ton           | 6,10 m 3,45 m   | 6,50 m           | 10 siedzeń, 3-4-3 w LH                                             |
| Boeing 767              | 1982-nadal     | 2               | 204,1 ton           | 4,72 m          | 5,03 m           | 7 siedzeń, 2-3-2 w LO 7 siedzeń, 2-3-2 w SU                        |
| Boeing 777              | 1995-nadal     | 2               | 351,5 ton           | 5,87 m          | 6,20 m           | 9 siedzeń, 2-5-2 w UA 9 siedzeń, 3-3-3 w CO 10 siedzeń, 3-4-3 w AF |
| Boeing 787              | 2011-nadal     | 2               | 245,0 ton           | 5,46 m          | 5,77 m           | 8 siedzeń, 2-4-2 w ANA 9 siedzeń, 3-3-3 w LO                       |
| Ił-86                   | 1980-1994      | 4               | 208,0 ton           | 5,70 m          | 6,08 m           | 9 siedzeń, 3-3-3 w SU                                              |
| Ił-96                   | 1992-nadal     | 4               | 250,0 ton           | 5,70 m          | 6,08 m           | 9 siedzeń, 3-3-3 w SU                                              |
| Lockheed L-1011         | 1972-1984      | 3               | 231,3 ton           | 5,72 m          | 6,02 m           | 9 siedzeń, 2-5-2 w SV                                              |
| McDonnell Douglas DC-10 | 1971-1988      | 3               | 259,5 ton           | 5,69 m          | 6,02 m           | 9 siedzeń, 2-5-2 w NW                                              |
| McDonnell Douglas MD-11 | 1990-2000      | 3               | 286,0 ton           | 5,69 m          | 6,02 m           | 9 siedzeń, 3-3-3 w KLM                                             |